# Prigioniera di un segreto
Prigioniera di un segreto (Keeper of the Flame) è un film del 1942 diretto da George Cukor. È tratto dal  best seller Keeper of the Flame scritto un anno prima da I. A. R. Wylie.

## Trama
Il giornalista Steven O'Malley sta scrivendo la biografia di un ricco politico da poco deceduto in circostanze misteriose e acclamato come eroe nazionale. Quella che doveva essere una semplice ricostruzione diventa però una pericolosa inchiesta: nonostante le resistenze di Christine Forrest, la giovane vedova che custodisce i segreti del marito, l'uomo scoprirà infatti che il defunto era un nazista a capo di un complotto per distruggere la democrazia e impadronirsi del potere.